# Outer Peace
Outer Peace è il sesto album in studio del musicista statunitense Toro y Moi, pubblicato nel 2019.

## Tracce
1. Fading – 3:17
2. Ordinary Pleasure – 3:03
3. Laws of the Universe – 2:49
4. Miss Me (featuring Abra) – 3:00
5. New House – 2:30
6. Baby Drive It Down – 3:07
7. Freelance – 3:45
8. Who I Am – 3:28
9. Monte Carlo (featuring Wet) – 2:05
10. 50-50 (featuring Instupendo) – 3:26

## Classifiche
| Classifica (2019) | Posizione raggiunta |
| ----------------- | ------------------- |
| Stati Uniti       | 114                 |